# Saint-Martin-sur-Oust
Saint-Martin-sur-Oust (tot 3 oktober 2008: Saint-Martin) is een gemeente in het Franse departement Morbihan (regio Bretagne). De plaats maakt deel uit van het arrondissement Vannes. De gemeente telde 1.305 inwoners op 1 januari 2022.

## Geografie
De oppervlakte van Saint-Martin-sur-Oust bedroeg op 1 januari 2022 28,24 vierkante kilometer; de bevolkingsdichtheid was toen 46,2 inwoners per km².

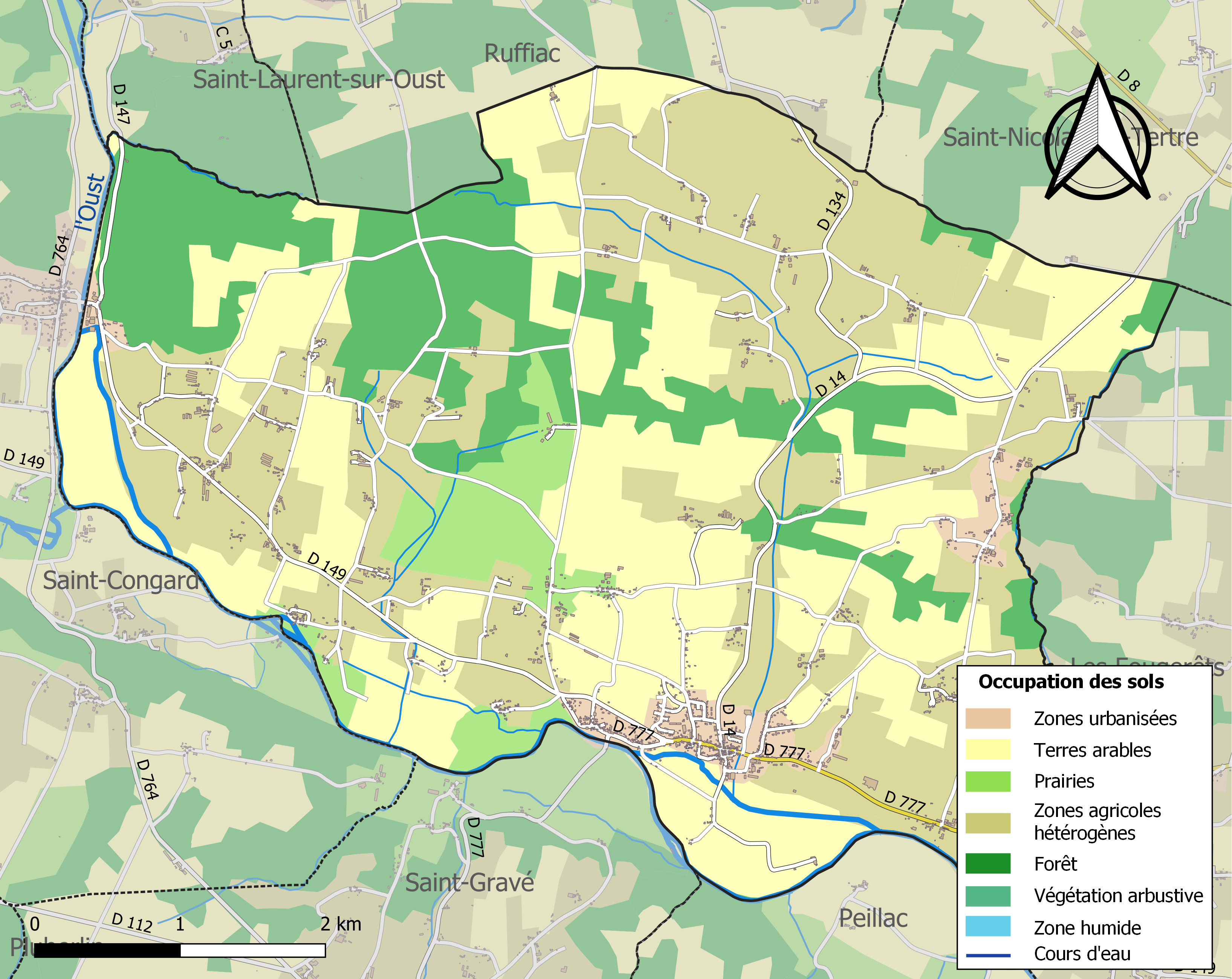
Kaart van de gemeente met de belangrijkste infrastructuur, bodemgebruik en omliggende gemeenten

## Demografie
Onderstaande figuur toont het verloop van het inwonertal, bron: INSEE-tellingen. 